# Phaneroptera nana
Phaneroptera nana és una espècie d'ortòpter de la família Tettigoniidae, subfamília Phaneropterinae.
Este insecte es troba en la major part d'Europa, l'Orient Pròxim i Àfrica del Nord. Com a espècie invasora, s'ha repartit per l'àrea de la Badia de San Francisco i pot ser s'haja estès per la conca de Los Angeles. Principalment habita en hàbitats assolellats i secs, especialment arbustos i branques baixes d'arbres.
Els mascles creixen fins als 13-15 mil·límetres de llargada, en canvi, les femelles arriben als 13-18 mil·límetres. La coloració del cos sol ser verd clar, amb moltes i menudes taques negres. El cap, les potes i les ales són verdes. Els ulls són taronja brillant. El ovipositor és d'aproximadament 5 mil·límetres i té forma de corbella.
Pot trobar-se des de juliol fins a l'octubre.

## Galeria

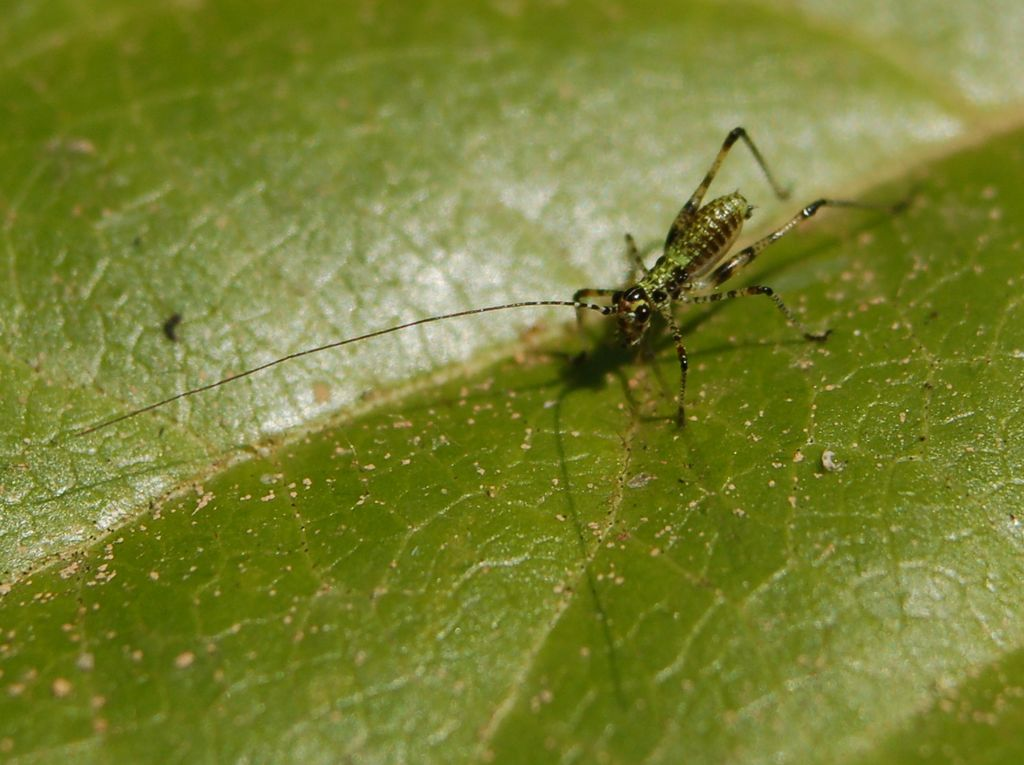
Phaneroptera nana, nimfa
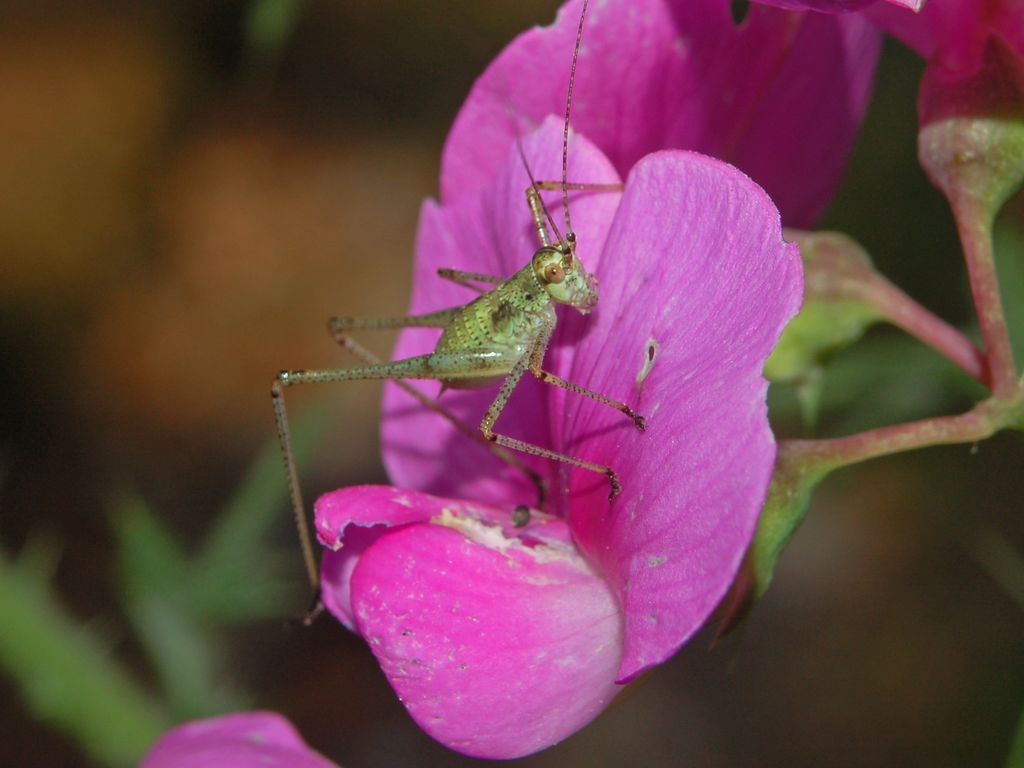
Phaneroptera cf. nana, nimfa